# Bank Al-Maghrib
Pour les articles homonymes, voir BAM.
Bank Al-Maghrib (BAM ; en arabe : بنك المغرب ; en amazighe standard marocain : ⴱⴰⵏⴽ ⵏ ⵍⵎⵖⵔⵉⴱ), est la banque centrale du Maroc, créée par dahir le 30 juin 1959.
Publié au bulletin officiel no 2436 du 03/07/1959 (3 juillet 1959), elle se compose de diverses directions dont Dar As-Sikkah (production de la monnaie marocaine).

## Histoire
L'installation des premières banques au Maroc date du milieu du XIXe siècle avec deux premiers établissements notables établis à Tanger, la banque de Moses Pariente ouverte en 1844 qui travaille ensuite avec l'Anglo-Egyptian Bank (en) à partir de 1864, et la banque de Moses Isaac Nahon, fondée en 1860, représentante de la Banque d'Espagne et du Crédit lyonnais.
Toutefois, le développement du secteur bancaire ne commença réellement qu'avec la création en 1907 de la Banque d'État du Maroc (à la suite du traité d'Algésiras en 1906) et, surtout, la signature en 1912 du traité de Protectorat.

### Protectorat
L'activité bancaire n'était pas réglementée en tant que telle, malgré l'afflux important des banques étrangères vers le Maroc et en particulier, vers les places de Tanger (alors zone internationale) et de Casablanca.
En 1943, une première législation s'inspirant des lois françaises (de 1940 et 1941 qui régissaient les professions de banque) apparaît.

### Avant l'indépendance
Le système bancaire et financier marocain comprenait un nombre important d'établissements bancaires. En 1954, les établissements bancaires étaient au nombre de 69 et disposaient de 75 guichets (dont 55 à Tanger et 20 à Casablanca).
Plusieurs organismes financiers spécialisés: la Caisse des prêts immobiliers (1919), des Caisses de crédit agricole (1926), de la Caisse centrale de garantie (1949) et de la Caisse marocaine des marchés (1950).
La Bourse des valeurs de Casablanca constituée en 1929, s'appelait alors Office de compensation des valeurs mobilières. Les premières sociétés de financement sont DIAC Maroc (1948), SOMAFIC (1952), DIFEC (1953) et ACRED (1954).

### Au lendemain de l'indépendance

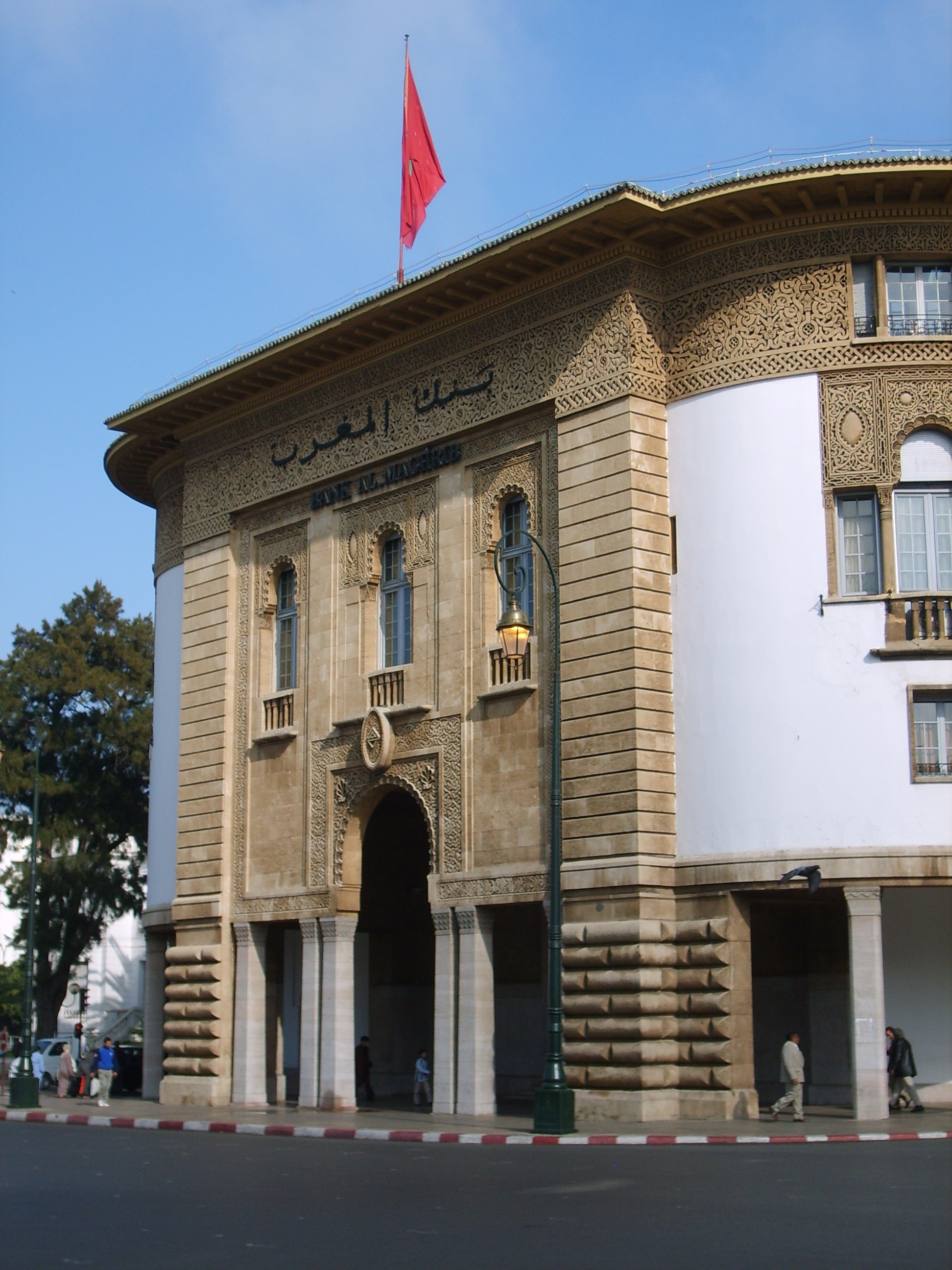
Siège historique de Bank Al-Maghrib

L'État créa les principales institutions financières marocaines et les transforma en vue de promouvoir le développement économique du pays, dont :
- la Caisse de dépôt et de gestion et la caisse d'épargne nationale par 2 dahirs en date du 10 février 1959 ;
- la Banque du Maroc, le 30 janvier 1959, par substitution à la banque d'État ;
- la Banque nationale pour le développement économique (BNDE) le 24 juillet 1959 ;
- la Banque marocaine du commerce extérieur (BMCE) le 1er septembre 1959 ;
- le Crédit populaire restructuré par le dahir du 2 février 1961 ;
- le Crédit immobilier et hôtelier (CIH) par substitution à l'ancienne Caisse des prêts immobiliers le 19 mai 1967 et son organisation par le décret royal du 17 décembre 1968 et la loi du 12 octobre 1971 ;
- la Bourse des valeurs de Casablanca par transformation de l'ancien Office des Cotations des Valeurs Mobilières, en novembre 1967.

L'État marocain favorisa également la concentration des banques, (ramené à 26 établissements en 1961 puis à 15 en 1975), tout en encourageant l'extension de leur réseau de la bancarisation.
La loi bancaire du 21 avril 1967 renforça le rôle de la Banque du Maroc, notamment dans le domaine de la surveillance bancaire. En 1974, la banque du Maroc commença à émettre le centime en fraction du dirham, en remplacement du franc.

### Après 1975
En mars 1987, la banque adopte le nom de Bank Al-Maghrib. Le même mois, la banque  établit l'unité Dar As-Sikkah qui va être responsable de l'impression des billets de banque et des pièces de monnaie.
Une nouvelle loi bancaire en juillet 1993 a créé un cadre réglementaire unifié pour tous les établissements de crédit. Cette loi a renforcé Bank Al-Maghrib dans son rôle de régulateur et de contrôle des établissements de crédit au Maroc. Le mois d'octobre a vu l'adoption d'amendements aux statuts de la Banque qui clarifiaient son rôle dans la politique monétaire et lui conféraient une plus grande autonomie.

### Les années 2000
En avril 2003, le roi Mohammed VI nomme M. Abdellatif Jouahri, acteur connu et reconnu de la scène financière marocaine, wali de Bank Al-Maghrib. Il remplace ainsi Mohammed Seqat qui a occupé ce poste de 1989 à 2003.
En 2006, la loi no 76-03 promulguée par le Dahir no 1-05-38 du 20 Chaoual 1426 (23 novembre 2005) a abrogé le Dahir no 1-59-233 du 23 Hija 1378 (30 juin 1959), qui avait créé la Banque Al-Maghrib. La nouvelle loi a renforcé l'indépendance de Bank Al-Maghrib en matière de politique monétaire et a fourni une base légale pour sa responsabilité dans le système de paiement. La nouvelle loi établit la banque comme une entité juridique publique, contrôlée par le commissaire aux comptes, le commissaire du gouvernement et la Cour des comptes. La loi no 34-03 a étendu la compétence de la loi bancaire à certaines institutions exerçant des activités bancaires, redéfini les rôles du Conseil national du crédit et du Comité des établissements de crédit, renforcé l'autonomie de Bank Al-Maghrib en matière de surveillance bancaire et institué un Nombre d'autres mesures couvrant la protection des clients des établissements de crédit et le traitement des établissements de crédit en difficulté.
Le 26 mars 2017, à la suite des rumeurs de pots-de-vin octroyés par deux employés de la société KBA-NotaSys en contrepartie de l’achat d’imprimantes, Bank Al-Maghrib annonce qu'elle va poursuivre en justice la société suisse. C'est cette dernière qui produit de la monnaie au Maroc. (KBA-NotaSys avait déjà été condamnée par la justice helvète pour blanchiment d’argent et corruption).
En aout 2019, elle émet un nouveau billet de 20 dirhams en l'honneur du vingtième anniversaire de l'accession au trône de Mohammed VI.

## Musée
Le musée, situé au siège de la banque, possède une importante collection numismatique, couvrant les différentes civilisations de l'Antiquité jusqu'à nos jours. Avec plus de 30.000 pièces de monnaie, billets de banque, instruments monétaires et d'autres objets, le musée et sa galerie d'art adjacente documentent l'histoire culturelle de l'argent vieille de 2.000 ans et sa représentation artistique dans le passé et le présent du pays. Cette histoire a été présentée lors d'expositions publiques en 2023 et dans un catalogue d'accompagnement publié par Bank al-Maghrib.

## Liste des Walis
Les gouverneurs de la Bank Al-Maghrib depuis sa fondation sont :
| Rang | Nom                           | Mandat                           |
| ---- | ----------------------------- | -------------------------------- |
| 1er  | Mohamed Zeghari               | (1959-1964)                      |
| 2e   | Driss Slaoui                  | (1964-1967)                      |
| 3e   | Mohamed Zeghari               | (1967-1969)                      |
| 4e   | Moulay El Hassan ben Al Mehdi | (1969-1984)                      |
| 5e   | Ahmed Bennani                 | (1er avril 1985, septembre 1989) |
| 6e   | Mohamed Sekkat                | (24 octobre 1989-mars 2003)      |
| 7e   | Abdellatif Jouahri            | (depuis mars 2003)               |